# داود (صنعاء القديمة)
حارة داود هي إحدى حارات مدينة صنعاء القديمة، بلغ تعداد سكانها 780 نسمة حسب تعداد اليمن لعام 2004.